# Chūō-ku (Osaka)
Chūō (中央区 Chūō-ku?) es un barrio de la ciudad de Osaka, en la prefectura de Osaka, Japón. En julio de 2019 tenía una población estimada de 100.119 habitantes y una densidad de población de 11.287 personas por km². Su área total es de 8,87 km².

## Demografía
Según datos del censo japonés, la población de Chūō ha aumentado en los últimos años.
| Año del censo | Población |
| ------------- | --------- |
| 1995          | 52.874    |
| 2000          | 55.324    |
| 2005          | 66.818    |
| 2010          | 78.687    |
| 2015          | 93.069    |